# أرت سوليفان
أرت سوليفان هو مغني بلجيكي، ولد في 22 نوفمبر 1950 في إقليم بروكسل العاصمة في بلجيكا.

## وصلات خارجية
- الموقع الرسمي
- أرت سوليفان على موقع IMDb (الإنجليزية)
- أرت سوليفان على موقع ميوزك برينز (الإنجليزية)
- أرت سوليفان على موقع أول ميوزيك (الإنجليزية)
- أرت سوليفان على موقع ديسكوغز (الإنجليزية)